# Reading (Ohio)
Reading és una ciutat dels Estats Units a l'estat d'Ohio. Segons el cens del 2000 tenia 11.292 habitants.

## Demografia
Segons el cens del 2000, Reading tenia 11.292 habitants, 4.885 habitatges, i 2.921 famílies. La densitat de població era de 1.493,1 habitants/km².
Dels 4.885 habitatges en un 27,1% hi vivien nens de menys de 18 anys, en un 44,7% hi vivien parelles casades, en un 11% dones solteres, i en un 40,2% no eren unitats familiars. En el 34,3% dels habitatges hi vivien persones soles l'11,8% de les quals corresponia a persones de 65 anys o més que vivien soles. El nombre mitjà de persones vivint en cada habitatge era de 2,27 i el nombre mitjà de persones que vivien en cada família era de 2,96.
Per edats la població es repartia de la següent manera: un 22,5% tenia menys de 18 anys, un 9,3% entre 18 i 24, un 31,1% entre 25 i 44, un 21,1% de 45 a 60 i un 16% 65 anys o més.
L'edat mediana era de 38 anys. Per cada 100 dones de 18 o més anys hi havia 91,2 homes.
La renda mediana per habitatge era de 39.140 $ i la renda mediana per família de 51.858 $. Els homes tenien una renda mediana de 35.466 $ mentre que les dones 26.250 $. La renda per capita de la població era de 23.527 $. Aproximadament el 4,7% de les famílies i el 7,3% de la població estaven per davall del llindar de pobresa.

## Poblacions properes
El següent diagrama mostra les poblacions més properes.